# Microsoft Servers
Microsoft Servers (wcześniej nazywany Windows Server System) – marka obejmująca linię serwerowych produktów firmy Microsoft. Dotyczy to wydań serwera Microsoft Windows, jak i również produktów skierowanych do szerszego rynku biznesowego.

## Servers
Linia produktów Microsoft Servers obejmuje:
- BizTalk Server – projektowanie procesów biznesowych oraz narzędzia integracyjne
- Commerce Server(inne języki) – portal e-commerce
- Exchange Server – serwer wymiany danych i e-mail
- Internet Information Services (IIS) – serwer internetowy, serwer FTP i prosty serwer e-mail
- Forefront – kompleksowa linia produktów dla bezpieczeństwa w biznesie
  - Threat Management Gateway – firewall, routing, VPN i web caching server, dawniej znany jako Microsoft ISA Server lub Microsoft Proxy Server w jeszcze wcześniejszych iteracjach
  - Protection for Exchange Server
  - Protection for SharePoint Server
  - Online Protection for Exchange(inne języki)
  - Unified Access Gateway(inne języki)
  - Identity Manager(inne języki)
- Host Integration Server(inne języki)
- Identity Integration Server(inne języki)
- Speech Server(inne języki)
- SQL Server – RDBMS i serwer business intelligence
  - SQL Server 2000
  - SQL Server 2005
  - SQL Server 2008
  - SQL Server 2008 R2
- Microsoft Hyper-V Server
- Virtual Server(inne języki) – wirtualizacja systemów operacyjnych
- Windows Server – serwerowy system operacyjny
  - Windows 2000 Server
  - Windows Home Server i Windows Home Server 2011(inne języki)
  - Windows Server 2003
  - Windows Storage Server – serwer plików edycja dla Windows Server, zawiera wbudowane narzędzia do back-upu
  - Windows Compute Cluster Server
  - Windows Server 2003 R2(inne języki)
  - Windows Small Business Server – Windows Server z funkcjonalnością dla małych przedsiębiorstw
  - Windows Server 2008
  - Windows Essential Business Server 2008(inne języki) – serwer przeznaczony dla przedsiębiorstw średniej wielkości
  - Windows HPC Server 2008(inne języki)
  - Windows Server 2008 R2
  - Windows MultiPoint Server – serwerowy system operacyjny pozwalający na symulację wielu użytkowników lokalnych na jednym komputerze
  - Windows Home Server 2011(inne języki) – domowy serwerowy system operacyjny
  - Windows Server 8
  - Windows Server 2012
  - Active Directory
  - Active Directory Federation Services
  - Windows Server Update Services

## Produkty dla Microsoft Office
Niektóre z produktów zawartych w produktach pod marką Windows Server System zostały zaprojektowane specjalnie dla interakcji z Microsoft Office:
- Forms Server(inne języki) – formularze elektroniczne oparte na systemie serwerowym
- Groove Server(inne języki)
- Lync Server(inne języki) – instant messaging
- Project Server
  - Project Portfolio Server(inne języki)
- SharePoint Server
- PerformancePoint Server(inne języki)
- Search Server(inne języki)

## Microsoft System Center
Microsoft System Center jest zestawem serwerowych produktów w celu wsparcia korporacyjnych administratorów IT zarządzających siecią Windows Server i systemów desktopowych:
- System Center Configuration Manager – zarządzanie konfiguracją, zarządzanie sprzętem i oprogramowaniem
- System Center Data Protection Manager(inne języki)
- System Center Essentials(inne języki)
- System Center Mobile Device Manager(inne języki)
- System Center Opalis
- System Center Operations Manager(inne języki)
- System Center Reporting Manager
- System Center Service Manager

## Nieoferowane już produkty serwerowe
- Services for UNIX(inne języki)
- Microsoft Application Center
- Microsoft BackOffice Server
- Content Management Server(inne języki) – zintegrowany do Microsoft SharePoint Server
- Microsoft SNA Server – zastąpiony przez Microsoft Host Integration Server(inne języki)
- Microsoft Site Server(inne języki) – zastąpiony przez Microsoft Commerce Server(inne języki)
- Microsoft Merchant Server(inne języki) – zastąpiony przez Microsoft Site Server
- Microsoft Proxy Server – zastąpiony przez Microsoft Forefront Threat Management Gateway (znany również jako ISA Server)
- System Center Capacity Planner